# Ashley Reyes
Ashley Reyes (24 april 1995, New York) is een Amerikaans actrice en alt-sopraan zangeres. Ze is deels Puerto Ricaans en deels Litouws. In 2021 werd ze bekend door haar hoofdrol in American Gods. Vervolgens kreeg ze in 2022 een grote bijrol in How I Met Your Father en de hoofdrol, naast Jared Padalecki, in Walker.
In 2016 studeerde ze af van de London Academy of Music and Dramatic Art. Dat jaar was Reyes finalist in de zangwedstrijd Stephen Sondheim Society Student Performer of the Year Competition. Ze won hier de prijs voor Best New Song met haar liveversie van het nummer Back to School van Tim Connor. In 2018 nam ze deel aan ABC Discovers: New York Talent Showcase, waarin ABC op zoek gaat naar jong acteertalent. Ze was ook te zien op Broadway, in The Play That Goes Wrong als Sandra. Ze is een door de British Academy Of Dramatic Combat gediplomeerd zwaard- en man-tegen-manvechter.

## Filmografie
- Where God Left His Shoes (2007) als Child shopper
- Kid Fitness (2007) als Club Fit Kid (12 afleveringen)
- Family Values (2007) als Theresa Gladdings (1 aflevering)
- The Unspeakable Act (2012) als Princeton Friend #2
- Home Court Nick at Nite (2013) als Vicki Vega (5 afleveringen)
- Night Has Settled (2014) als Daisy
- First Girl I Loved (2016) als Anaheim Pirates 3rd Base
- American Gods (2021) als Cordelia (10 afleveringen)
- How I Met Your Father (2022-heden) als Hannah (5 afleveringen)
- Walker (2022-heden) als Cassie Perez (11 afleveringen)

## Theater[10][11]

### Smithtown Center
- Dora The Explorer Live: The Pirate Adventure als Dora
- Spring Awakening (the musical) als Wendla
- Beauty and the Beast als Belle
- To Kill A Mockingbird als Scout
- Grey Gardens als Jackie Bouvier
- Under the Bridge als Suzie
- The Crucible als Betty en Mercy Lewis
- Seussical The Musical als The Cat, JoJo en Gertrude

### Airport Playhouse
- "13" The Musical als Patrice

### Broadhollow Theatre Group
- Trophies als Laurie

### Masque & Wig Theater
- Little Women als Jo March

### London Academy of Music and Dramatic Art
- Fiddler On The Roof als Golde
- The Winter's Tale als Time
- The Seagull als Masha
- Crime and Punishment als Nastasya

### Broadway
- The Play That Goes Wrong als Sandra